# Lacre Motor
Die Lacre Motor Co. Ltd., ab 1938 Lacre Lorries Ltd., war ein britisches Unternehmen, das Motorfahrzeuge, Karosserien, Fahrzeugzubehör und später Spezialfahrzeuge, insbesondere für den kommunalen Einsatz herstellte, und eine Regionalvertretung für mehrere Automobilhersteller in London. Markennamen waren Lacre und J & B Lacre.

## Geschichte
Die Firma wurde 1902 in Long Acre, Covent Garden, als Long Acre Motor Company gegründet. Der Firmenname ist eine Kontraktion aus Long Acre. Das Unternehmen war zunächst im Zubehörbereich aktiv und unterhielt Abteilungen für Karosseriebau, Verdeckherstellung und automobilgerechte (staubdichte) Kleidung und Chauffeur-Uniformen. Angegliedert waren auch eine Reparaturwerkstatt, eine Autovermietung, ein Gebrauchtwagenhandel und ein Fotogeschäft. Ab 1905 ist der Auftritt als Regionalvertretung von Albion, Lanchester und Wolseley belegt und erste Automobilkarosserien sind nachweisbar.

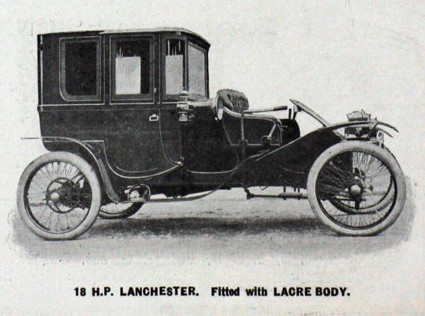
Lanchester 18 HP als Coupe de Ville. Karosserie von Lacre (1905).

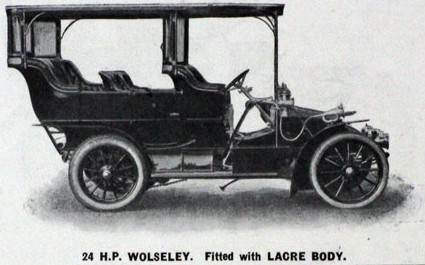
Wolseley 24 HP als Tourer mit festem Surrey-Dach. Karosserie von Lacre (1905).

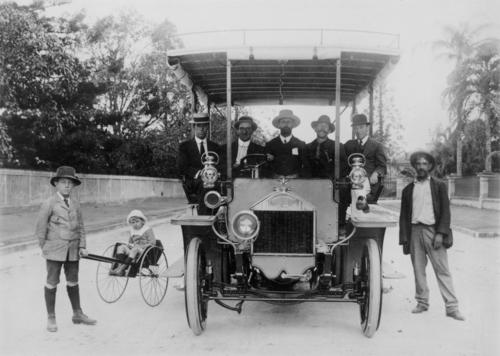
1912, Bus in Brisbane, Australien, unter Verwendung eines Lacre-Lastwagenchassis.

Die Motorfahrzeugproduktion wurde 1904 aufgenommen. Zu dieser Zeit hatte das Unternehmen seinen Sitz bereits an die Poland Street in Soho verlegt und firmierte als Lacre Motor Co. Ltd. Einige Lieferwagen auf Albion-Fahrgestell wurden als Lacre verkauft. Zwischen 1904 und 1905 entstanden auch einige Elektro-Pkw.
1907 erschienen J & B Lacre-Frontlenker mit 2,2 t Nutzlast, die allerdings nicht von Lacre selbst hergestellt, sondern bei James & Browne gefertigt wurden und das Programm vorläufig nach oben ergänzten.
1909 folgte eine neue Generation von Lacre-Fahrzeugen, die nun vollständig selber hergestellt wurden. Die hauseigenen Motoren waren Zweizylinder mit 15 oder 18 HP und Vierzylinder mit 20, 30 oder 38 HP. Die beiden stärksten Motoren waren dem Lkw Lacre Model O vorbehalten, der als langlebigstes Produkt des Unternehmens in zahlreichen Versionen bis 1928 oder sogar 1935 im Programm blieb.
1910 wurde der Betrieb nach Letchworth Garden City (Hertfordshire) verlegt. Hier entstanden Nutzfahrzeuge für Lasten von 0,5 bis 10 t und Omnibusse. Zu den frühen Kunden gehörten die Warenhäuser Shoolbred's und Harrods. Im Ersten Weltkrieg wurden Lacre-Lkw von  britischen, kanadischen, belgischen, indischen und siamesischen Einheiten eingesetzt.
Ein 1917 vorgestellter Lkw zur Straßenreinigung entwickelte sich zum Standardprodukt des Unternehmens nach dem Krieg, dem bald auch eine dreirädrige Version Lacre Model L folgte. 1922 wurde auf Kardanantrieb umgestellt. In diesem Jahr verließen mit Chefingenieur Harry Shelvoke und James Sidney Drewry zwei Führungskräfte das Unternehmen, um im Ort den Nutzfahrzeughersteller Shelvoke and Drewry zu gründen.
Lacre verkaufte in den 1920er Jahren vor allem seine Straßenkehrgeräte. Ein interessanter Frontlenker wurde 1926 mit dem Lacre Model E vorgestellt. Der Zweieinhalbtonner hatte Motor, Getriebe und Benzintank auf einem Hilfsrahmen montiert, der für Wartungsarbeiten von vorn aus dem Fahrzeug gezogen werden konnte.
1928 geriet das Unternehmen in finanzielle Schwierigkeiten und wurde als Lacre Lorries Ltd. neu organisiert. Die Anlagen in Letchworth wurden verkauft und das Unternehmen nutzte sein Depot in Kings Cross als neuen Sitz. Zu dieser Zeit war Lacre auch Vertreter von Low Loader-Kommunalfahrzeugen. 1934 wurde der Nutzfahrzeughersteller H. G. Burford & Co. Ltd. in North Kensington übernommen. Nach einem letzten Umzug nach Welwyn Garden City (Hertfordshire) 1936 setzte das Unternehmen dort die Produktion fort. Weiterhin waren Lkw erhältlich, doch war deren Ausstoß bescheiden und das wichtigste Produkt waren Straßenkehrmaschinen. Im Zweiten Weltkrieg wurden die Anlagen für die Flugzeugproduktion umgenutzt. 1946 nahm das Unternehmen die Produktion wieder auf, konzentrierte sich nun aber ganz auf die Straßenreinigungstechnik. Die letzten kompletten Fahrzeuge wurden 1952 montiert. Sie basierten auf dem Opperman Motocart. Danach baute Lacre einige Zeit Aufbauten zur Straßenreinigung für Bedford. Das Datum der Schließung des Unternehmens ist unbekannt.

## Automobile
1910 wurden drei Pkw-Modelle mit Verbrennungsmotor für Privatkunden aufgelegt.
Der Lacre 12 hp hat einen Zweizylinder-Reihenmotor mit 2414 cm³ Hubraum, der mit 12 PS eingestuft war. Das Fahrgestell hat 2515 mm Radstand und 1372 mm Spurweite. Es wiegt 914 kg. Die Karosserie ist 3543 mm lang und 1727 mm breit.
Das mittlere Modell Lacre 18 hp hat einen größeren Zweizylindermotor mit 3068 cm³ Hubraum. Der Radstand war auf 2743 mm verlängert worden. Dadurch erhöhte sich das Gewicht des Fahrgestells auf 1067 kg. Spurweite und Karosseriebreite entsprechen dem kleineren Modell. Das Fahrzeug ist 3924 mm lang.
Das Spitzenmodell Lacre 20 hp hat dagegen einen Vierzylindermotor, bei dem die Zylinder zweier 12-hp-Motoren kombiniert sind. Daraus ergeben sich 4829 cm³ Hubraum. Der Radstand beträgt 3658 mm, die Spurweite 1499 mm und das Gewicht des Fahrgestells 1524 kg. Mit Karosserie sind die Fahrzeuge 5334 mm lang und 1880 mm breit.
| Modell   | Bauzeitraum | Motorbauart  | Hubraum (cm³) | Radstand (mm) | Länge (mm) | Breite (mm) | Spurweite (mm) | Fahrgestell-Gewicht (kg) |
| -------- | ----------- | ------------ | ------------- | ------------- | ---------- | ----------- | -------------- | ------------------------ |
| Electric | 1904–1905   | Elektromotor |               |               |            |             |                |                          |
| 12 hp    | um 1910     | 2 Zyl. Reihe | 2414          | 2515          | 3543       | 1727        | 1372           | 0914                     |
| 18 hp    | um 1910     | 2 Zyl. Reihe | 3068          | 2743          | 3924       | 1727        | 1372           | 1067                     |
| 20 hp    | um 1910     | 4 Zyl. Reihe | 4829          | 3658          | 5334       | 1880        | 1499           | 1524                     |

Erwähnt wird auch ein Taximodell mit 15 PS, zu dem keine weiteren Daten vorliegen. Es scheint der 1913 als 12/15 angeführte Zweizylinder gewesen zu sein, der dem 12 HP in der obigen Aufstellung entspricht. Ende 1910 gab Lacre den Serienbau von Privat-Pkw wieder auf.

## Nutzfahrzeuge (Auswahl)

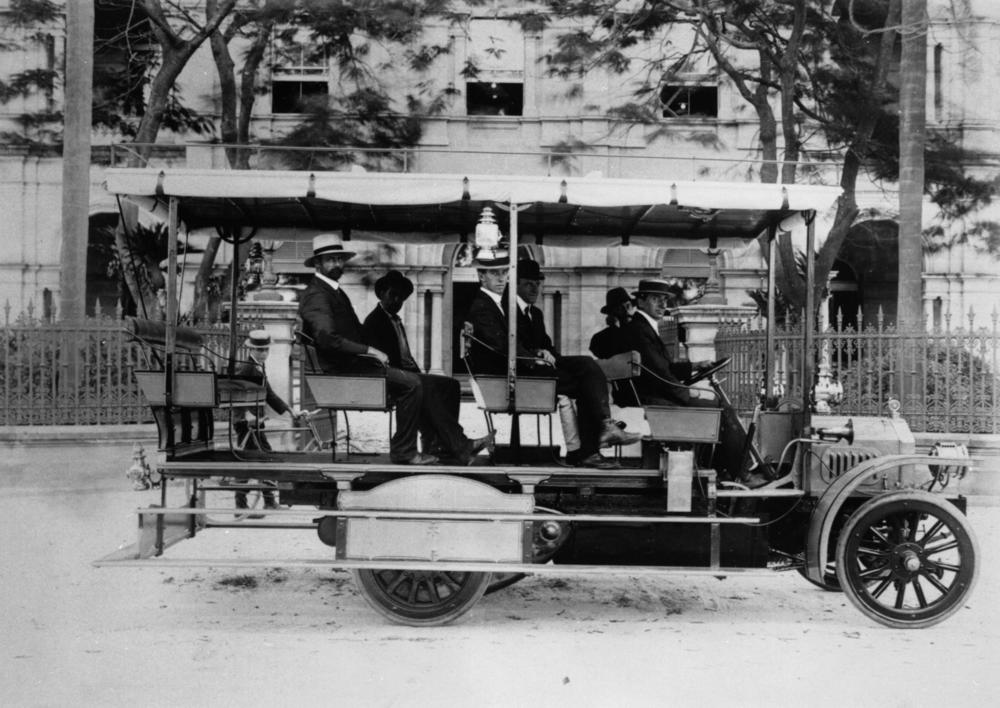
1912, Lacre-Bus in Brisbane, Australien

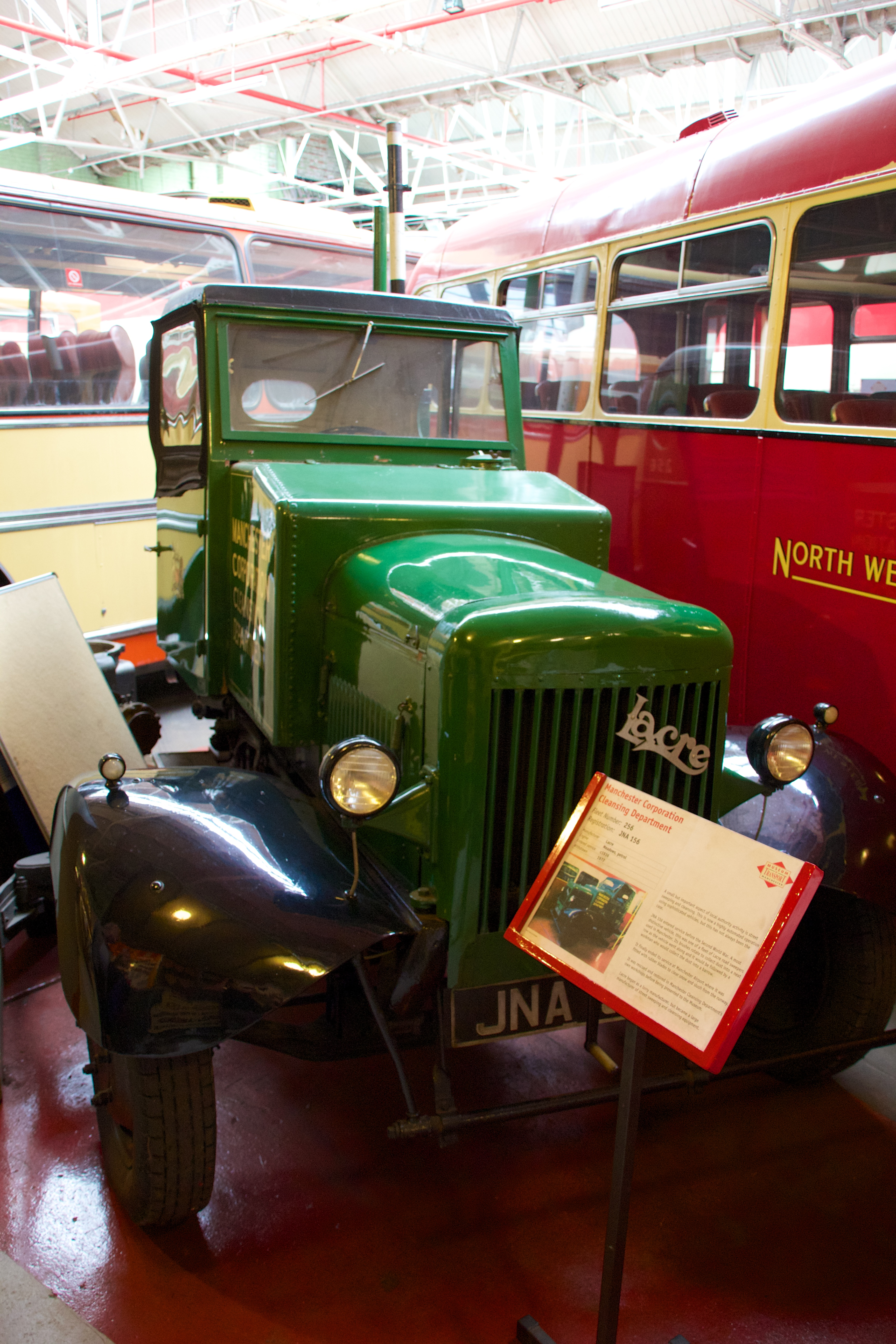
Lacre Model L Dreirad-Straßenkehrmaschine im Museum of Transport, Greater Manchester. Obwohl gemäß Begleittext vor dem Zweiten Weltkrieg hergestellt, wurde hier ein Meadows-Motor verwendet.

- Lacre Model O 2–3-Tonnen Lkw; Vierzylindermotoren mit 4820 oder 7117 cm³. 1910–1928[1] oder 1935[2]. Das vielseitige Nutzfahrzeug wurde zum  Gütertransport, als Muldenkipper, als Feuerwehrfahrzeug, als Krankentransportwagen, als Armee-Lkw und zum Personentransport als Char-à-Bancs, Omnibus oder Doppeldeckerbus genutzt. Zeitweilig war es auch als Sattelschlepper-Zugmaschine erhältlich. Bis 1922 hatte der Wagen Antriebsketten, danach Kardanantrieb.[1][2]
- Lacre Model N 4-Tonnen-Lkw.[2]
- Lacre Model E 2,5-Tonnen-Frontlenker. 1926 vorgestellt; Motor, Getriebe und Benzintank ließen sich auf einem Hilfsrahmen nach vorn aus dem Fahrzeug ziehen, was Wartung, Reparaturen und Austausch erleichterte.[1]
- Lacre Model L Straßenkehrmaschine mit 3 Rädern. 1917–1943; mit 12-PS-Vierzylindermotor[1] von Dorman[2], später wahlweise Sechszylinder, möglicherweise auch Meadows-Motor.
- Lacre Model M Straßenkehrmaschine, 1946–1949 mit Meadows-Vierzylindermotor.[1]
- Lacre Model T Straßenkehrmaschine, 1949–1952 auf der Basis des Opperman Motocart. Diese für die Landwirtschaft entwickelten Fahrzeuge wurden von einem seitlich am gelenkten Vorderrad angebrachten 8-PS-J.A.P.-Einzylindermotor angetrieben.[1][2][4][8]